# Kultanlage von Dargun
Die oberirdisch abgetragene Kultanlage von Dargun (Landkreis Mecklenburgische Seenplatte) wurde 2013 auf der Trasse der Nordeuropäischen Erdgasleitung (NEL) auf dem etwa 3,0 km nördlich von Dargun gelegenen Fundplatz Neubauhof entdeckt. 

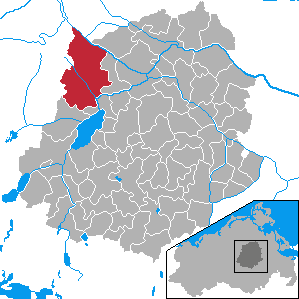
Lage

## Geschichte und Kurzbeschreibung
Im Nordwesten der Kultanlage kam ein Knochendepot mit den Resten von mindestens sechs Individuen zutage. Dazu zählen die Knochen eines Neugeborenen, zweier Kinder, eines Jugendlichen sowie zweier Erwachsener. Die Skelette gelangten weder vollständig in die Grube noch befanden sie sich zum Zeitpunkt ihrer Niederlegung im anatomischen Verband, so dass von Opfern auszugehen ist. Radiokarbondaten erlauben eine Datierung des Knochendepots in das frühe 3. Jahrtausend v. Chr., also in die ausgehende Trichterbecherkultur (TBK). 
Die auf einer Anhöhe befindliche Nordwest-Südost orientierte Anlage von 7 × 6 m lässt eine Innengliederung erkennen. Beherrschend ist ein aus kleinen, plattigen Steinen gesetztes Pflaster von 2,4 × 5,3 m. Es wird durch zwei Reihen vertikaler Sandsteinplatten in drei Abteile gegliedert. Südwestlich des „Hauptpflasters“ lag ein zweites, quadratisches Pflaster, das im Nordosten durch eine Steinplatte begrenzt wurde. Form und Struktur der Bereiche ähneln sich, so dass von einer zeitgleichen Errichtung auszugehen ist. Vier runde oder ovale, rötliche Verfärbungen auf den Pflastern weisen auf Feuerstellen hin.
Aus der Verfüllung der Kultanlage stammen trichterbecherzeitliche Gefäßscherben, ein unvollständiger Flintmeißel und Fragmente verwitterten Bernsteins. Letztere gehören zu einer Doppelaxtperle, wie sie aus zeitgleichen Megalithanlagen bekannt sind. 
Die exponierte Lage sowie seine Innengliederung, die Feuerstellen und das Knochendepot gestatten eine Deutung als kultisches Bauwerk, zumal die Strukturen für Megalithanlagen belegt sind. Offensichtlich existierten außer den Großsteingräbern auch Anlagen, deren aufgehende Strukturen nicht erhalten blieben. Der Befund aus Neubauhof ergab keine Hinweise auf größere Steinstrukturen, so dass es sich um eine Art Totenhütte gehandelt haben könnte.